# Aphelia gracilis
Aphelia gracilis là một loài thực vật có hoa trong họ Centrolepidaceae. Loài này được Sond. mô tả khoa học đầu tiên năm 1856.